# آدیماس
آدیماس (انگلیسی: Audimas) شرکت پوشاک لیتوانیایی است، که در سال ۱۹۳۱ تأسیس شد.